# Tyson Bagent
Tyson Bagent (Martinsburg, 8 giugno 2000) è un giocatore di football americano statunitense che milita nel ruolo di quarterback per i Chicago Bears della National Football League (NFL).

## Carriera

### Chicago Bears

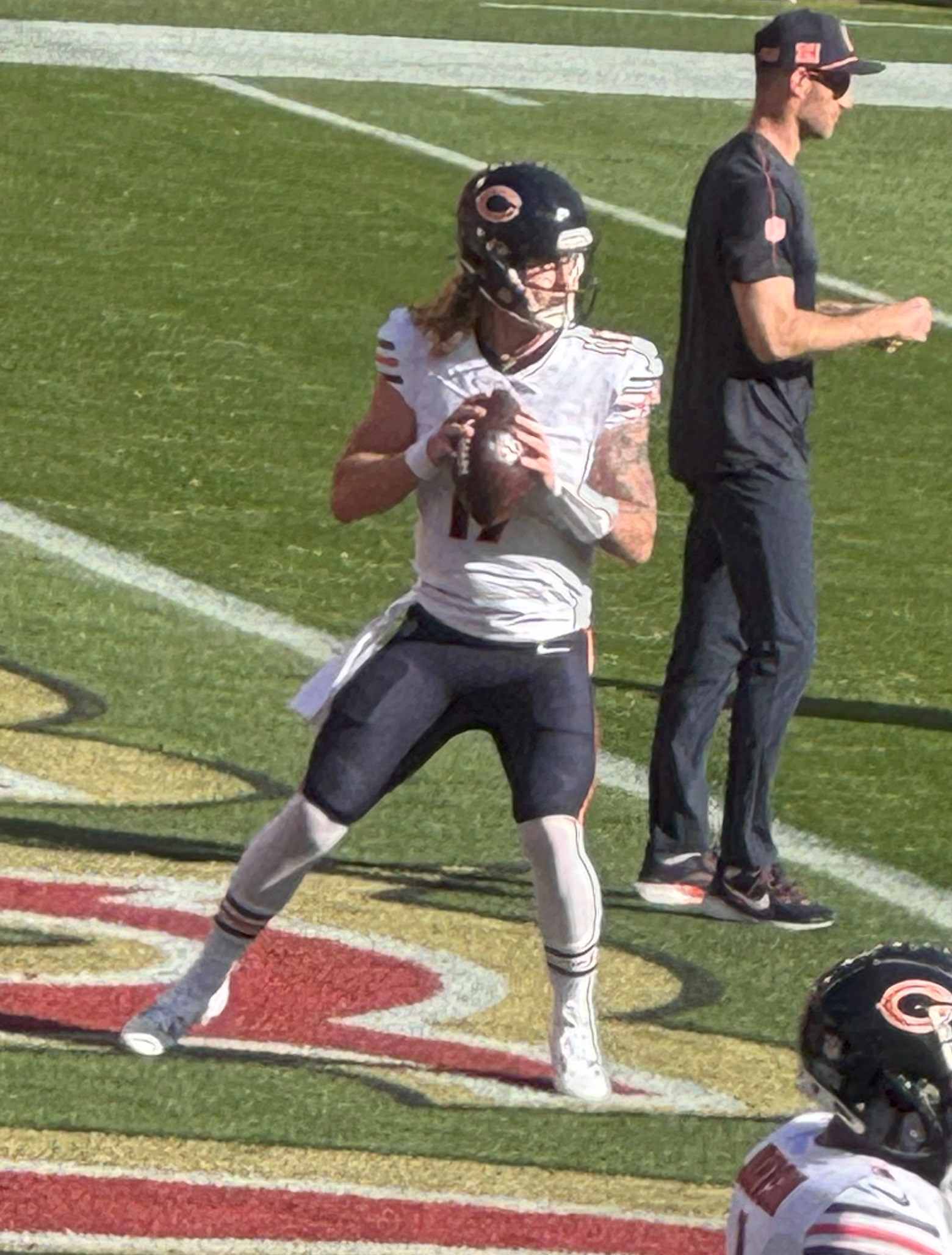
Bagent nel 2024

Al college Bagent giocò a football alla Shepard University, venendo premiato per due volte come Division II All-American. Dopo non essere stato scelto nel Draft NFL 2023 firmò con i Chicago Bears. Dopo la pre-stagione riuscì a entrare nei 53 uomini del roster per l'inizio della stagione regolare Fu nominato terzo quarterback nelle gerarchie della squadra dietro al titolare Justin Fields e al veterano Nathan Peterman. Prima della settimana 4 sopravanzò Peterman come prima riserva di Fields. Debuttò nella gara del sesto turno del 15 ottobre contro i Minnesota Vikings quando Fields lasciò il campo per infortunio. Completò 10 passaggi su 14 per 83 yard, segnando un touchdown su corsa e subendo un intercetto nella sconfitta per 19–13. A causa dell'infortunio di Fields, Bagent fu nominato titolare per la gara del turno successivo contro i Las Vegas Raiders. In quella partita completó 21 passaggi su 29 per 162 yard, un touchdown e un passer rating di 97,2 nella netta vittoria per 30-12. Per i Bears si trattò della prima vittoria interna dalla settimana 3 della stagione precedente. Seguirono due sconfitte in cui Bagent subì complessivamente 5 intercetti, prima di tornare alla vittoria nell'anticipo del decimo turno contro i Carolina Panthers dove passò 162 yard senza perdere palloni. Dalla settimana successiva il ristabilito Fields tornò titolare.
Il 20 agosto 2025 Bagent firmò un rinnovo contrattuale biennale del valore di 10 milioni di dollari.